# Canale d'Agordo
Canale d'Agordo (Canal en ladin, allemand: Augartnerkanal) est une commune italienne de la province de Belluno, dans la région Vénétie.
C'est la ville natale du pape Jean-Paul Ier.

## Administration
| Période                                  | Période  | Identité         | Étiquette | Qualité |
| ---------------------------------------- | -------- | ---------------- | --------- | ------- |
| 16 avril 2008                            | En cours | Rinaldo De Rocco | Nouvelles |         |
| Les données manquantes sont à compléter. |          |                  |           |         |

### Hameaux
Fregona (ladin: Fargona), Feder, Garés, Carfon, Pisoliva (ladin: Pesoliva), Casate, Val, La Šota, Campion, Pàlafachina, La Mora, Tegosa (ladin: Togosa), Colmean, Gaèr

### Communes limitrophes
Cencenighe Agordino, Falcade, Rocca Pietore, Siror, Taibon Agordino, Tonadico, Vallada Agordina

## Jumelages
- Lacenas (France) depuis 2006
- Wadowice (Pologne) depuis 2010

## Personnalités liées à la commune
- Giuseppe Zais, peintre de paysage
- Albino Luciani, pape sous le nom de Jean-Paul Ier
- Franco Manfroi, skieur italien

## Galerie de photos

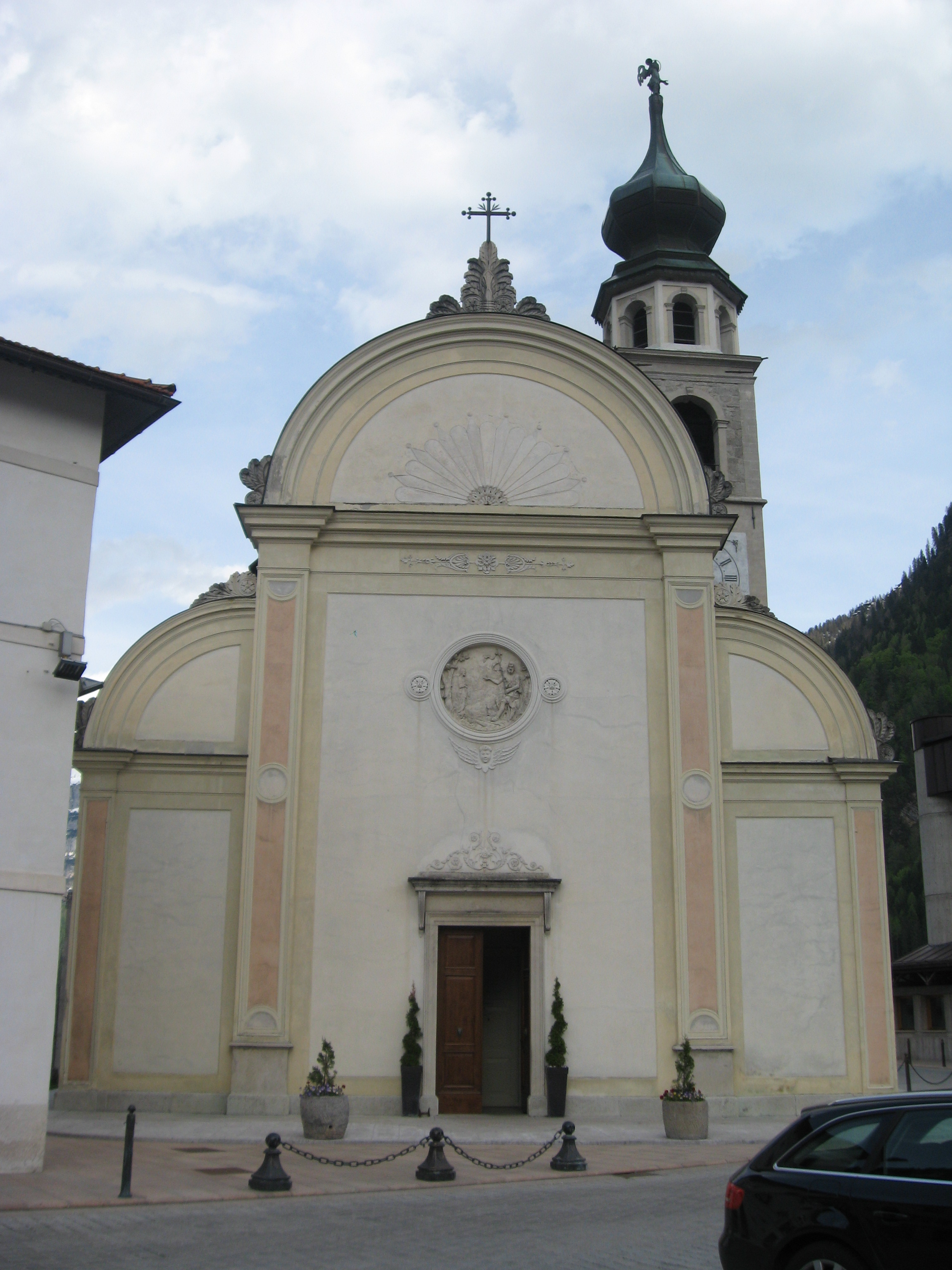
L'église paroissiale.
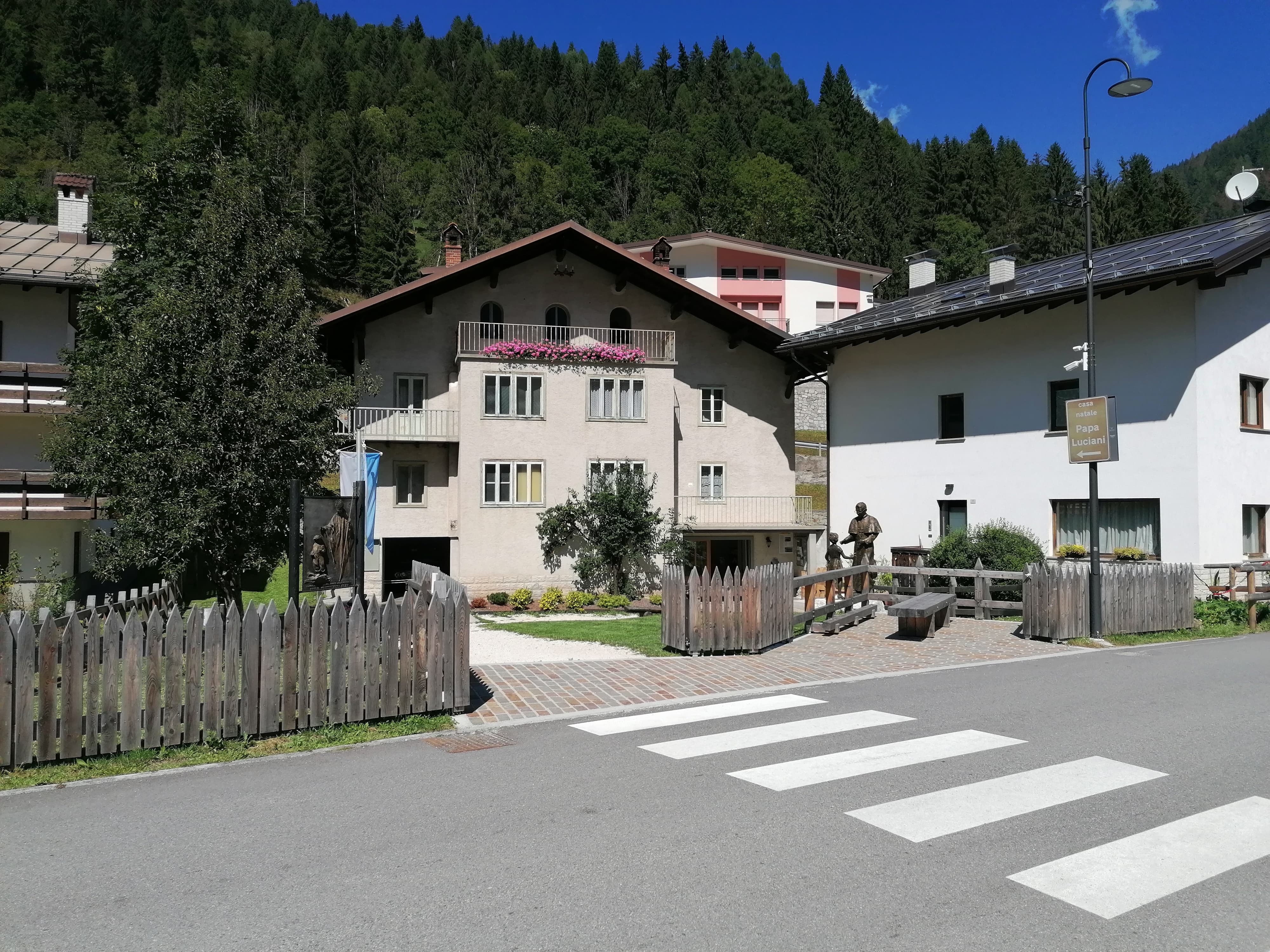
Le lieu de naissance du pape Jean-Paul Ier.